# Johann Diedrich Rädecker
Johann Diedrich Rädecker (* 21. August 1765 in Leese; † 17. Juni 1848 in Lübeck) war ein deutscher Tischler und Instrumentenmacher, der seit 1800 als Klavierbauer in Lübeck arbeitete.

## Anfänge in Lübeck
Der Klavierbauer Johann Diedrich Rädecker wurde 1765 in Leese bei Stolzenau im Kurfürstentum Hannover geboren. Über seine Ausbildung ist nichts bekannt. Um 1800 kam Johann Diedrich nach Lübeck, wo er 1802 Magdalena Catharina Häsch heiratete. Sie war die Witwe von Johann Hinrich Winter, der ein Jahr zuvor (1801) gestorben war. Johann Hinrich Winter war Klavierbauer gewesen und hatte in der Johannisstraße 21 Wohnung und Werkstatt besessen. Der Lokalhistoriker Eduard Hach behauptet, dass Johann Diedrich den Betrieb anfangs gemeinsam mit dem Klavierbauer Christian Hinrich Meyers geführt habe, der die Firma zusammen mit Johann Hinrichs Vater Jürgen Hinrich Winter gegründet hatte. Dagegen spricht jedoch, dass Christian Hinrich Meyers bereits vor 1798 gestorben war. Der Betrieb war vermutlich von Johann Conrad Winter, Klavierbauer und Vater von Jürgen Hinrich Winter, gegründet worden.

## Familie Johann Diedrich Rädecker
Johann Diedrich und Magdalena Catharina bekamen zwei Söhne: Johann Diedrich jr. (1802) und Carl Friedrich (1804). Der älteste Sohn, Johann Diedrich Rädecker jr., lernte in der Werkstatt seines Vaters.

Magdalena Catharina starb 1805. Johan Diedrich sr. heiratete 1807 in zweiter Ehe Margaretha Catharina Trieloff. Sie war die Witwe von Daniel Peter Lunau, Schiffer zu Lübeck. Aus ihrer ersten Ehe gingen drei Kinder hervor, von denen Benjamin Heinrich Lunau (geb. 1797) bei seinem Stiefvater Johann Diedrich in die Lehre kam.
Die Werkstatt war bis 1811 in der Johannisstraße 21 ansässig und danach in der Schüsselbuden 191, Ecke Braunstraße. Im Jahr 1815 verkaufte Johann Diedrich seinen Besitz an der Johannisstraße an den Tischler Johann Christian Bernhard Florian.
Heinrich Christian Zietz schreibt in Ansichten der Freien Hansestadt Lübeck und ihrer Umgebungen (1822): “Die Fabriken (...) besonders die Raedeckersche von Fortepianos verdienen wegen ihrer vorzüglichen Arbeiten besonders erwähnt zu werden.”

## Firma Rädecker & Lunau
Johann Diedrich Rädecker jr. heiratete 1829 Maria Dorothea Biskamp. Sie bekamen drei Töchter und einen Sohn. Benjamin Heinrich Lunau heiratete zwei Jahre früher (1827) Wilhelmine Catharina Fehling. Sie bekamen sieben Kinder.
Die Firma Rädecker & Lunau wurde 1831/1832 gegründet (Althöfer 2000). Zunächst war Johann Diedrich Rädecker jr. einer der beiden Compagnons.
Er starb jedoch 1835 bereits früh. Benjamin Heinrich Lunau und Johann Diedrich sr., der nun in die Firma als Nachfolger seines verstorbenen Sohns eintrat, führten die Firma Rädecker & Lunau weiter. 1848 starb auch Johann Diedrich Rädecker sr. Im Lübeckischen Adressbuch 1852 wird noch der Firmenname Rädecker & Lunau aufgeführt, jedoch nennt bereits das Lübeckische Adressbuch 1854 die Pianoforte-Fabrik von Benjamin Heinrich Lunau.
Die Instrumente der Firma Rädecker & Lunau sind heute Sammlerstücke. Carey Beebe Harpsichords in Australien hat ein Klavier von Rädecker & Lunau von 1830 umfassend und erfolgreich restauriert. Das Instrument ist im Eigentum des Hong Kong University Music Department. Ein detaillierter Report ist auf seiner Website einsehbar.  Tafelklaviere von Rädecker & Lunau befinden sich an folgenden Orten (siehe: Literatur):
- Musikmuseet in Stockholm
- Museu da Música in Lissabon (drei Instrumente von Rädecker & Lunau, darüber hinaus eins von Carl Rädecker, Hamburg)
- Museum für Kunst und Gewerbe in Hamburg (Sammlung Andreas E. Beurmann)
- Museum Maihaugen, Norwegen (zwei Instrumente)
- The Schubert Club, St. Paul (MN), USA
- Colt Clavier Collection, Bethersden (Kent), UK
- Göteborg (Privatbesitz)

## Betrieb B.H. Lunau
Benjamin Heinrich Lunau führte den Betrieb unter eigenem Namen weiter, wahrscheinlich ohne Mitarbeiter. Er baute weiterhin Tafelklaviere. Das Bezirksmuseum Viadrina in Frankfurt (Oder) besitzt ein Tafelklavier von B.H. Lunau aus dem Jahre 1870. Es ist eine ziemlich späte Datierung, weil Tafelklaviere zu der Zeit bereits aus der Mode gekommen waren. Sicherlich hatte Benjamin Heinrich sich schon früher auf den Bau aufrechtstehender Klaviere verlegt.
Die letzten Jahre war Benjamin Heinrich nicht mehr als Klavierbauer tätig. Im Lübeckischen Adressbuch 1873 wird er als Kaufmann aufgeführt. Benjamin Heinrich Lunau starb 1883. Damit endete eine 140-jährige Tradition im Klavierbau, die um 1740 mit Johann Conrad Winter begonnen hatte.

## Familienaffäre
Um 1810 hatte Johann Diedrich Rädecker sr. ein außereheliches Verhältnis mit Sophia Maria Hansing, der Tochter seiner Schwester Anne Sophia Engel Rädecker. Deren Sohn war Heinrich Wilhelm Rädecker. Er war Tischler und kam um 1850 nach Amsterdam. Heinrich Wilhelm ist der Stammvater aller Rädecker in den Niederlanden. Er hatte drei Söhne, die alle als Holzschnitzer, Steinhauer, Schreiner und Tischler tätig waren. In der weiteren Familie gibt es viele Kunstmaler und Bildhauer, unter anderem den Künstler Michael Raedecker (mit ae, für den internationalen Bereich) und den Bildhauer John Rädecker. Von ihm stammen die Skulpturen des Nationalmonuments in Amsterdam.